# Gerry Ashmore
Gerry Ashmore (n. 25 iulie 1936, West Bromwich, Anglia, Regatul Unit – d. 25 august 2021, Royal Leamington Spa, Anglia, Regatul Unit) a fost un pilot de curse auto englez care a evoluat în Campionatul Mondial de Formula 1 între anii 1961 și 1962.